# Ceresium nigrum
Ceresium nigrum är en skalbaggsart som beskrevs av Charles Joseph Gahan 1888. Ceresium nigrum ingår i släktet Ceresium och familjen långhorningar. Inga underarter finns listade i Catalogue of Life.